# 83rd Infantry Division
La 83rd Infantry Division (83ª Divisione di fanteria) è stata una divisione di fanteria dell'esercito degli Stati Uniti che ha partecipato alla prima e seconda guerra mondiale.
Fu attivata per la prima volta nell'agosto 1917 a Camp Sherman in Ohio con reclute provenienti da Ohio e Virginia Occidentale, fatta eccezione per alcune unità come il 332nd Infantry Regiment che partecipò alla battaglia di Vittorio Veneto non partecipò ad alcuna battaglia ma le sue truppe furono invece usate come complemento per le altre. Venne smobilitata nell'ottobre 1919..
Il 15 agosto 1942 fu nuovamente attivata a Camp Atterbury in Indiana e prese parte ai combattimenti in Europa sul fronte occidentale, tornata negli Stati Uniti il 26 marzo 1946 venne disattivata il 5 aprile dello stesso anno.